# Zonsverduistering van 12 november 1985

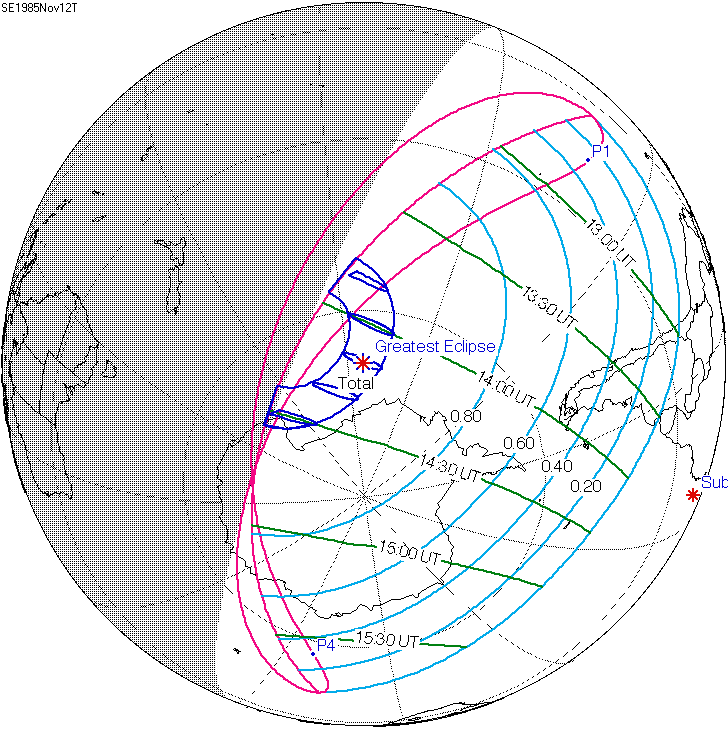
De zonsverduistering was te zien tussen de blauwe lijnen.

De totale zonsverduistering van 12 november 1985 trok veel over zee en was op land alleen te zien op Antarctica.

## Lengte

### Maximum
Het punt met maximale totaliteit ligt op zee voor de kust van Antarctica ver van enig land op coördinatenpunt 68.5589° Zuid / 142.5741° West en duurt 1m58,7s.

### Limieten
| Fenomeen                    | Code | Tijdstip UTC  |
| --------------------------- | ---- | ------------- |
| Eerste contact bijschaduw   | P1   | 12:08:45.5 UT |
| Eerste contact kernschaduw  | U1   | 13:46:24.0 UT |
| Kernschaduw compleet vanaf  | U2   | 13:56:59.8 UT |
| Bijschaduw compleet vanaf   | P2   | Niet          |
| Maximum eclips              | GE   | 14:10:33.4 UT |
| Bijschaduw compleet t/m     | P3   | Niet          |
| Kernschaduw compleet t/m    | U3   | 14:23:42.0 UT |
| Laatste contact kernschaduw | U4   | 14:34:18.0 UT |
| Laatste contact bijschaduw  | P4   | 16:12:05.4 UT |